# 소파트라산맥

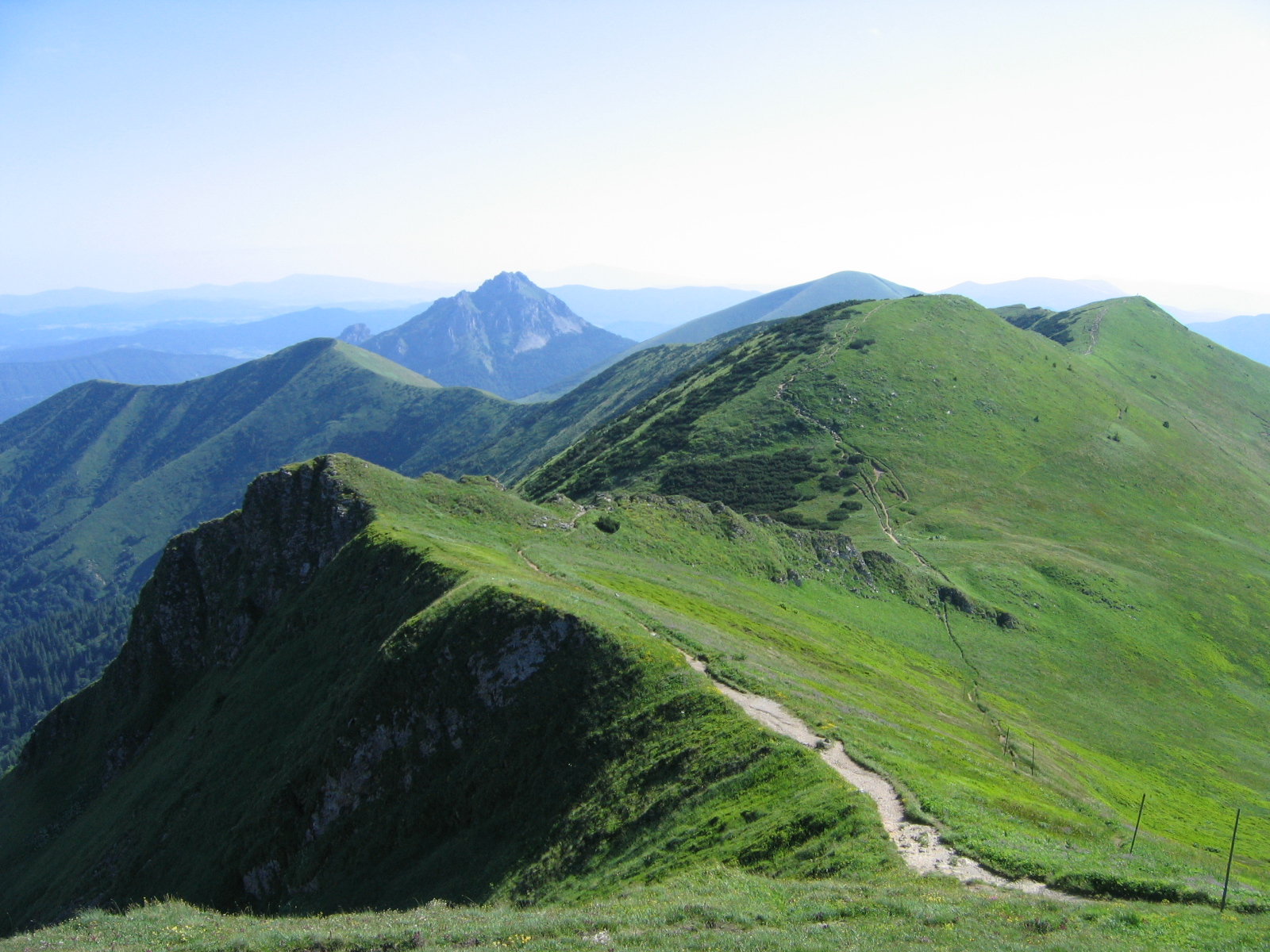
소파트라산맥

소파트라산맥(슬로바키아어: Malá Fatra 말라파트라)은 슬로바키아 중부에 위치한 산맥이다. 대파트라산맥의 북서쪽에 위치하며 질리나주, 트렌친주와 접한다.
산맥의 대부분은 카르스트 지형을 띠고 있으며 결정 모양을 띤 바위, 중생대에 형성된 바위가 많은 편이다. 소파트라산맥에서 가장 높은 봉우리는 벨키크리반봉(Veľký Kriváň)으로 높이는 1,709m이다. 산맥의 대부분은 1988년에 슬로바키아의 국립공원으로 지정된 소파트라산맥 국립공원(전체 면적 226.3km2)에 포함되어 있다.